# María Teresa Vilariño Picos
María Teresa Vilariño Picos (Ferrol, 1969) es profesora titular de Teoría Literaria y Literatura Comparada en la Universidad de Santiago de Compostela.

## Trayectoria
Licenciada y doctora por la Universidad de Santiago de Compostela con la tesis Fenomenología y estilística literaria: el caso español (2000), dirigida por Fernando Cabo Aseguinolaza,  tiene en su haber un máster en Enfermedades Congénitas Raras del Metabolismo, y un segundo en Educación Social y Psicología. Fue coordinadora del máster en Narrativas Culturales de Mundus Crossways, así como del máster en Estudios Literarios y Culturales, ambos en la Universidad de Santiago de Compostela. 

## Obras
- La idea de Literatura. Fenomenología y estilística literaria en el ámbito hispánico. . Zaragoza: Tropelías, 2001.
- Teoría del hipertexto. La literatura en la era electrónica . Madrid: Arco Libros/A Muralla, 2006.
- Textos de escape. Literatura y cultura en la era digital . Santiago de Compostela: Servicio de Publicaciones de la Universidad de Santiago de Compostela, 2011.
- Narrativas cruzadas: Hibridación, transmedia y performatividad en las Humanidades digitales . Vigo: Academia del Hispanismo, 2017.[3]